# Dipartimento di Foundiougne
Il dipartimento di Foundiougne (fr. Département de Foundiougne) è un dipartimento del Senegal, appartenente alla regione di Fatick. Il capoluogo è la cittadina di Foundiougne.
Il dipartimento si estende nella parte meridionale della regione, nel Siné-Saloum, lungo il confine con il Gambia.
Il dipartimento di Foundiougne comprende 5 comuni e 3 arrondissement, a loro volta suddivisi in 9 comunità rurali.
comuni:
- Foundiougne
- Passy
- Sokone
- Soum
- Karang Poste

arrondissement:
- Niodior
- Djilor
- Toubakouta